# 胡孟浩
胡孟浩（1927年—2015年），男，汉族，浙江平湖人，中国俄语语言文学家、翻译家，曾任上海外国语学院教授、博士生导师。